# Vossische Zeitung

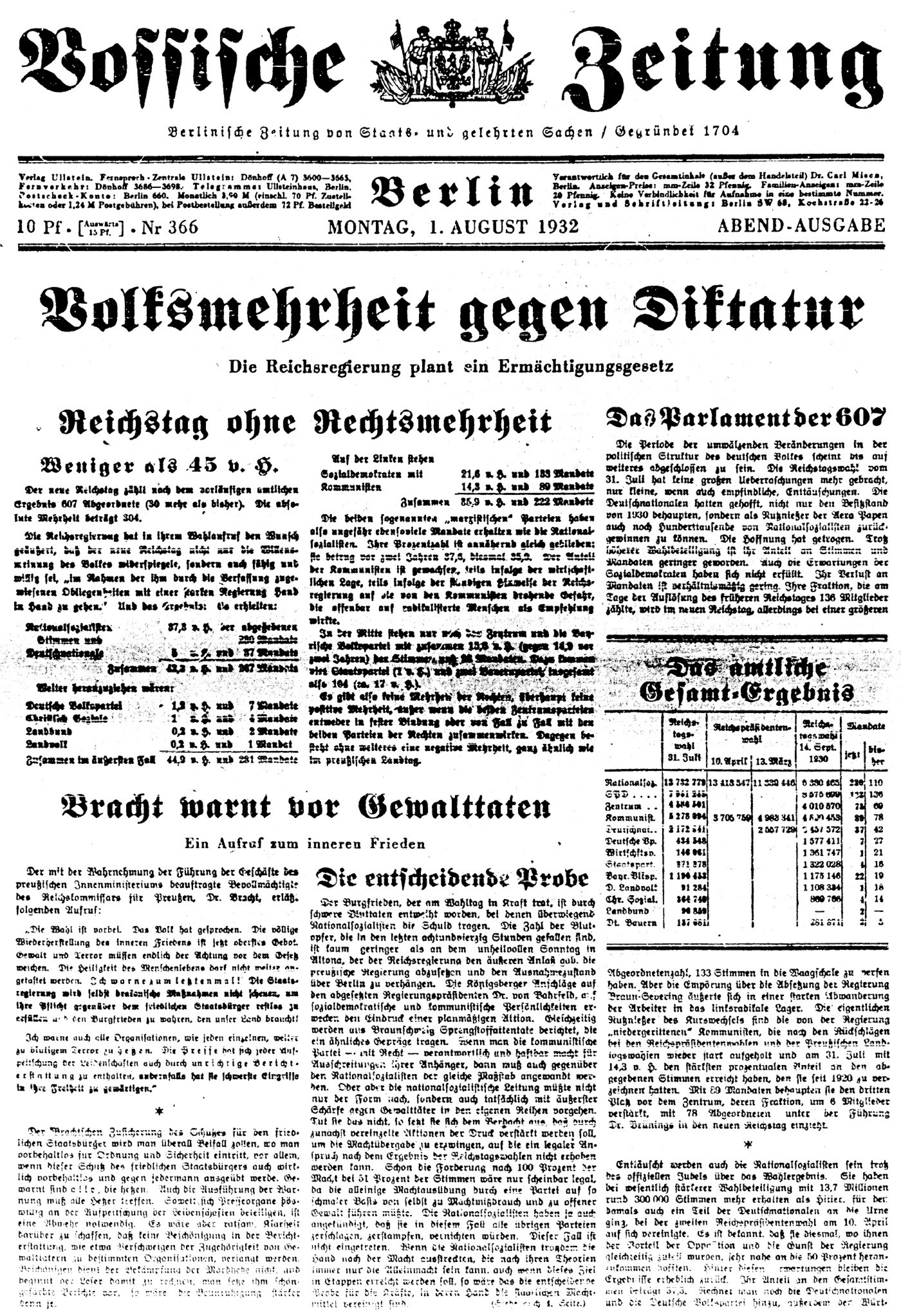
La Vossische Zeitung du 1er août 1932.

La Vossische Zeitung (français : La Gazette de Voss) est un grand quotidien libéral allemand qui fut publié à Berlin de 1721 à 1934.
Son sous-titre est Königlich privilegierte Berlinische Zeitung von Staats-und Gelehrten Sachen.

## Présentation
Son prédécesseur avait été fondé en 1704. Parmi les rédacteurs de la « Tante Voss » figurent Gotthold Ephraim Lessing, Willibald Alexis, Theodor Fontane et Kurt Tucholsky. Georg Bernhard en fut le rédacteur en chef de 1918 à 1930.
Jusqu'à la deuxième année de gouvernement du Troisième Reich, il était généralement considéré comme le journal national allemand de référence un peu comme The Times et Le Temps dans leurs pays respectifs. Il fut ensuite supprimé par le parti au pouvoir le 1er avril 1934, date de sa dernière parution, parce que de tendance libérale et appartenant à la maison Ullstein, une « entreprise juive » selon le régime nazi. Il est alors remplacé par l'organe du parti nazi — le Völkischer Beobachter — qui disparut à son tour à la fin de la Seconde Guerre mondiale. Depuis lors, les journaux allemands ont généralement une implantation locale.